# کریس بوهجالیان
کریس بوهجالیان (ارمنی: Քրիս Պոհճալեան؛ زادهٔ ۱۲ اوت ۱۹۶۲) یک رمان‌نویس اهل ایالات متحده آمریکا است.

## زندگی‌نامه
کریس بوهجالیان از کالج آمهرست فارغ‌التحصیل شد.
بوهجالیان برای مجلاتی همچون "کازموپولیشن", "ریدرز دایجست" و "بوستون گلوب" مقالاتی نگاشته‌است.

## آثار بعدی
وی در سال ۲۰۰۲ برنده «جایزه کتاب نیو انگلند» (New England Book Award) شد.
اثر «The Sandcastle Girls» وی دربارهٔ نسل‌کشی ارمنی‌ها و انکار یکصد ساله آن توسط ترکیه است.

## سبک نگارش
رمان‌های بوهجالیان اغلب به مسائل خاصی همچون بی‌خانمانی و محیط‌زیست‌گرایی و حقوق جانوران تمرکز می‌کنند.

## زندگی خصوصی
کریس بوهجالیان از پدری ارمنی و مادری سوئدی به دنیا آمد. والدین پدری وی از بازماندگان نسل‌کشی ارمنی‌ها بودند. در تاریخ ۱۳ اکتبر ۱۹۸۴، بوهجالیان در مراسمی در کلیسای پرسبیترین برایک در نیویورک سیتی با «ویکتوریا شیفر بلور» ازدواج نمود و ساقدوش مراسم برادرش اندرو پیتر بوهجالیان بود. کریس و ویکتوریا به همراه دخترشان گریس در Lincoln, Vermont زندگی می‌کنند.

## کتابشناسی
- دختران قلعه شنی[۴]